# Berga, Malung-Sälens kommun
Berga är en by i Transtrands distrikt (Transtrands socken), invid Västerdalälven strax söder om Sälen i Dalarna. Statistiska centralbyrån räknar byn som en del av tätorten Transtrand.

## Vasaloppet

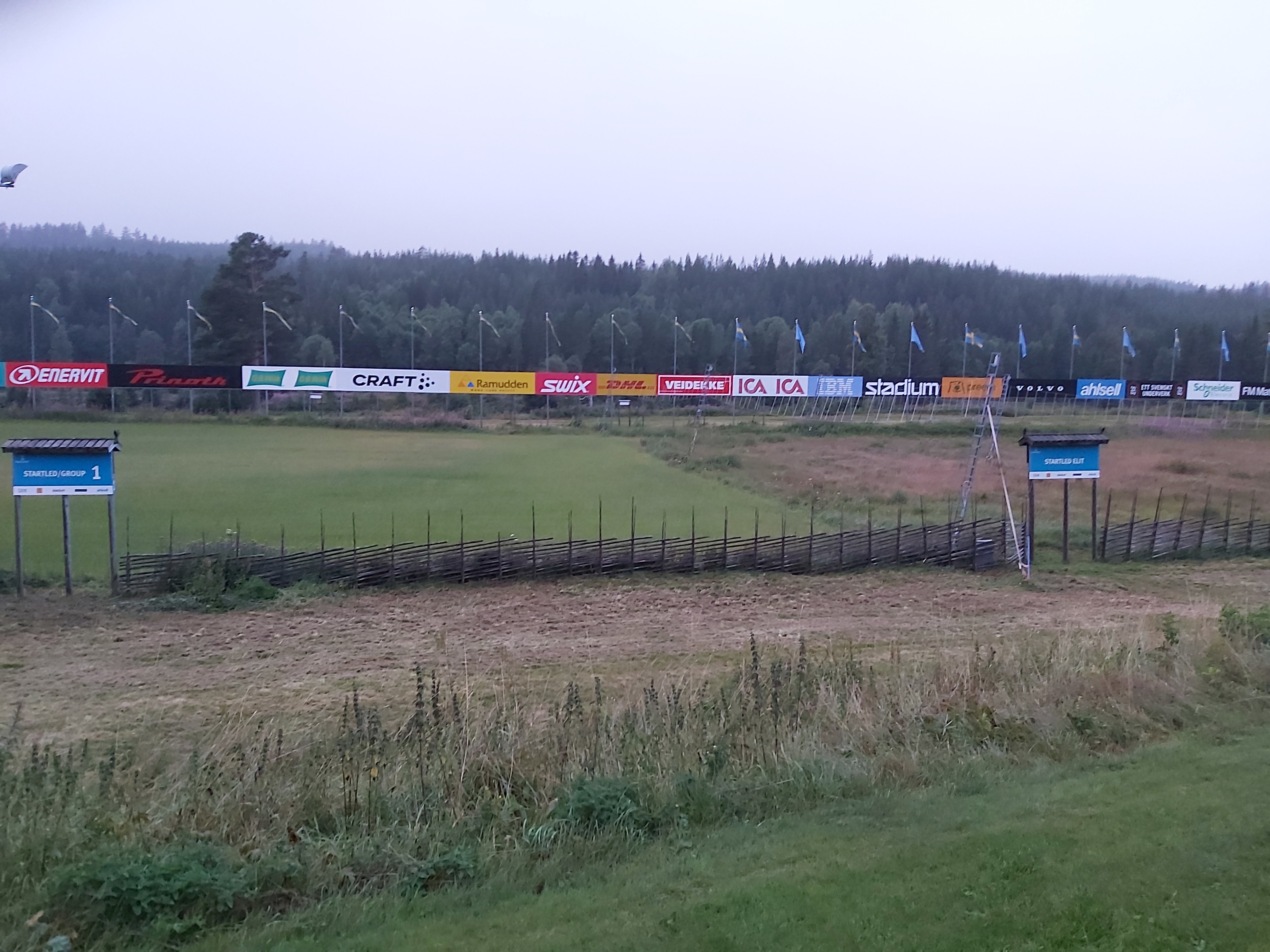
Startfältet för Vasaloppet.

Vasaloppet har startat här sedan 1961. Vasaloppsstenen, med namnen på samtliga Vasaloppsvinnare genom tiderna inhuggna, flyttades från Sälen 1961 till startplatsen vid Berga. 1995 flyttades den till sin nuvarande placering vid Vasaloppshuset. Sälens IF och Vasaloppet har kontor i byn.

## Historik
Berga nämns tidigast i skattelängder 1539. I Dalarnas dombok 1548 fastar en Björn Henriksson i Berga.